# Федоровський Павло Олексійович
Павло́ Олексі́йович Федоро́вський (нар.1862 — пом.?) — педагог, дійсний статський радник.

## Життєпис

### Родина
Народився 1862 року у сім'ї обер-офіцера іноземного походження.

### Освіта
Закінчив Імператорський Харківський університет.

### Трудова діяльність
На державній службі та у відомстві Міністерства народної освіти з 18 жовтня 1885 року по 1 серпня 1913 року та з 3 грудня 1913 року/24 лютого 1914 року.
У джерелах стосовно державної служби починає згадуватися у 1903-1906 навчальних роках вже в чині статський радник (з вислугою з 18 жовтня 1898 року) як директор народних училищ Кутаїської губернії.
У 1906-1913 навчальних роках вже в чині дійсний статський радник (з вислугою з 1 січня 1906 року) працює директором народних училищ Тифліської губернії.
3 грудня 1913 року призначений на службу інспектором у справах друкованих видань до Вільна.
20 грудня 1913 року скерований у відрядження до Баку виконувати обов'язки інспектора у справах друкованих видань, де працює до 24 лютого 1914 року.
У 1914-1916 навчальних роках директор чоловічої гімназії та жіночої гімназії у місті Златополі.
У Златопільській чоловічій гімназії та Златопільській жіночій гімназії працює директором по 1919 рік. З 8 вересня по 18 вересня 1919 року перебуває в Києві, а 27 листопада 1919 року вже не був директором.

### Друковані праці
- П.А.Федоровский. Памяти М.Ю. Лермонтова. — Тифлис : Канц. главнонач. гражд. частью на Кавказе, 1891. — 12 с.(рос. дореф.)(Передрук з № 184 газети «Кавказ» за 1891 рік).
- П.А.Федоровский. К характеристике личности Д.И. Фонвизина: (Страничка из области прискорб. недоразумений). — Тифлис : Канц. главнонач. гражд. частью на Кавказе, 1892. — 8 с.(рос. дореф.)(Передрук з № 319 газети «Кавказ» за 1892 рік).
- П.А.Федоровский. Забытый литературный вопрос: Крит. этюд П.А. Федоровского. — Тифлис : Канц. главнонач. гражд. частью на Кавказе, 1891. — 18 с.(рос. дореф.)(Передрук з № 20, № 21 та № 22 газети «Кавказ» за 1891 рік).
- П.А.Федоровский. Страничка из жизни грузин-поселенцев в Малороссии: К истории колонизации южных окраин России. — Тифлис : Канц. главнонач. гражд. частью на Кавказе, 1888. — 7 с.(рос. дореф.)(Витяг з 7-го вип. «Сб. материалов для опис. местностей и племен Кавказа»).

### Нагороди
- Орден Святого Станіслава 2 ступеня[1].
- Орден Святої Анни 2 ступеня (1 січня 1903)[1].
- Орден Святого Володимира 4 ступеня (1 січня 1911)[22].
- Орден Святого Володимира 3 ступеня (1 січня 1915)[2].
- Медаль «В пам'ять царювання імператора Олександра III»[1].

## Сім'я
Дружина ?
Донька ? (нар. 1886).

## Зазначення
1. 1 2 3 4 5 6 7 8 9  Список лиц, служащих по ведомству Министерства народного образования на 1905 год. — СПб : Сенатская типография, 1905. — С. 1080.(рос. дореф.)
2. 1 2 3  Список лиц, служащих по ведомству Министерства народного образования на 1917 год. — СПб : Сенатская типография, 1917. — С. 632.(рос. дореф.)
3. ↑  Адрес-Календарь. Общая роспись начальствующих и прочих должностных лиц по всем управлениям в Российской Империи на 1904 год, часть 1. С. 339. [Архівовано 7 травня 2017 у Wayback Machine.](рос. дореф.)
4. ↑  Адрес-Календарь. Общая роспись начальствующих и прочих должностных лиц по всем управлениям в Российской Империи на 1905 год, часть 1 и 2. Ч. 1 С. 357 [Архівовано 7 травня 2017 у Wayback Machine.](рос. дореф.)
5. ↑  Адрес-Календарь. Общая роспись начальствующих и прочих должностных лиц по всем управлениям в Российской Империи на 1906 год, часть 1. С. 372. [Архівовано 5 листопада 2016 у Wayback Machine.](рос. дореф.)
6. ↑  Список лиц, служащих по ведомству Министерства народного образования на 1910 год. — СПб : Сенатская типография, 1910. — С. 570.(рос. дореф.)
7. ↑  Адрес-Календарь. Общая роспись начальствующих и прочих должностных лиц по всем управлениям в Российской Империи на 1907 год, часть 1. С. 374. [Архівовано 7 травня 2017 у Wayback Machine.](рос. дореф.)
8. ↑  Адрес-Календарь. Общая роспись начальствующих и прочих должностных лиц по всем управлениям в Российской Империи на 1908 год, часть 1 и 2. Ч. 1 С. 397 [Архівовано 5 листопада 2016 у Wayback Machine.](рос. дореф.)
9. ↑  Адрес-Календарь. Общая роспись начальствующих и прочих должностных лиц по всем управлениям в Российской Империи на 1909 год, часть 1 и 2. Ч. 1 С. 433 [Архівовано 5 листопада 2016 у Wayback Machine.](рос. дореф.)
10. ↑  Адрес-Календарь. Общая Роспись начальствующих и прочих должностных лиц по всем управлениям в Российской империи на 1910 год. Часть 1 и 2. Ч. 1 С. 465 [Архівовано 30 жовтня 2016 у Wayback Machine.](рос. дореф.)
11. ↑  Адрес-Календарь. Общая Роспись начальствующих и прочих должностных лиц по всем управлениям в Российской империи на 1911 год. Часть 1 и 2. Ч. 1 С. 485 [Архівовано 2 квітня 2015 у Wayback Machine.](рос. дореф.)
12. ↑  Адрес-Календарь. Общая Роспись начальствующих и прочих должностных лиц по всем управлениям в Российской империи на 1912 год. Часть 1 и 2. Ч. 1 С. 533 [Архівовано 3 листопада 2016 у Wayback Machine.](рос. дореф.)
13. ↑  Адрес-Календарь. Общая Роспись начальствующих и прочих должностных лиц по всем управлениям в Российской империи на 1913 год. Часть 1 и 2. Ч. 1 С. 576 [Архівовано 3 листопада 2016 у Wayback Machine.](рос. дореф.)
14. 1 2  Федоровский Павел Алексеевич//Открытый текст(рос.)
15. ↑  Адрес-календарь Российской Империи на 1915 г., (часть 1 и 2). Ч. 1 С. 448 [Архівовано 18 жовтня 2016 у Wayback Machine.](рос. дореф.)
16. ↑  Адрес-Календарь. Общая Роспись начальствующих и прочих должностных лиц по всем управлениям в Российской империи на 1916 год. Часть 1 и 2. Ч. 1 С. 406 [Архівовано 2 квітня 2015 у Wayback Machine.](рос. дореф.)
17. ↑  Державний архів Кіровоградської області. Відомості про штат Златопільської чоловічої гімназії на 1916—1917 навчальний рік. Ф. 499 оп. 1 спр. 892 С. 3 [Архівовано 2016-11-30 у Wayback Machine.](рос. дореф.)
18. ↑  Державний архів Кіровоградської області. Відомості про штат Златопільської жіночої гімназії на 1916—1917 навчальний рік. Ф. 499 оп. 1 спр. 892 С. 7 [Архівовано 2016-11-30 у Wayback Machine.](рос. дореф.)
19. ↑  Державний архів Кіровоградської області. Відомість доплат на дороговизну Златопільської чоловічої гімназії з 1.09 по 1.12.1917 року. Ф. 499 оп. 1 спр. 905 С. 11 [Архівовано 2016-11-30 у Wayback Machine.](рос. дореф.)
20. ↑  Державний архів Кіровоградської області. Список Златопільської чоловічої гімназії на доплати через дороговизну з 1.08 по 1.10.1919 року. Ф. 499 оп. 1 спр. 905 С. 98 [Архівовано 2016-11-30 у Wayback Machine.](рос. дореф.)
21. ↑  Державний архів Кіровоградської області. Ф. 499 оп. 1 спр. 905 С. 162 [Архівовано 2016-11-30 у Wayback Machine.](рос. дореф.)
22. ↑  Список лиц, служащих по ведомству Министерства народного образования на 1912 год. — СПб : Сенатская типография, 1912. — С. 697.(рос. дореф.)